# 雙人牌
双立人（簡稱Zwilling），是一個總部設在德國索林根的刀具製造商。該企業的代表作有其廚師刀、剪刀、炊具、餐具，以及化妝及理髮設備。

## 历史
創立於1731年，該企業旗下有ZWILLING、JA HENCKELS INTERNATIONAL、Miyabi、BSF、Demeyere、Staub、Fontignac、Ballarini、Tweezerman、Jaguar、Tondeo、alessandro以及QVS Global等品牌。

## 品牌
- ZWILLING
- JA HENCKELS INTERNATIONAL
- Miyabi：日式刀具品牌，結合武士刀鑄造精神[3]，工廠設於日本。[4]
- Staub（英语：Staub (cookware)）：鑄鐵鍋具品牌，源自法國亞爾薩斯，收購於2008年。 [5][6]
- Demeyere：比利時鍋具品牌，成立於1908年。[7]

## 外部鏈結
- 官方网站（德文）
- 官方网站（简体中文）
- ZWILLING J.A. Henckels Taiwan 德國雙人集團的Facebook專頁
- 台灣雙人Taiwan Zwilling （页面存档备份，存于）